# Projektteam
Als Projektteam bezeichnet man eine Personengruppe in einer Organisation oder einem Projekt. Je nach Definition fallen dem Projektteam unterschiedliche Aufgaben zu. Wichtig ist, dass der Teambegriff im Rahmen der Definition einer eigenen Projektorganisation für das konkrete Projekt klar vereinbart wird.

## Definitionen
- DIN 69901: Das Projektteam umfasst „Alle Personen, die einem Projekt zugeordnet sind und zur Erreichung des Projektzieles Verantwortung für eine oder mehrere Aufgaben übernehmen.“
- PRINCE2: Unter dem Begriff Projektteam versteht PRINCE2 das Projektmanagement-Team und alle Personen, die an dem Projekt mitarbeiten. Ein Projektmanagement-Team ist „Die gesamte Managementstruktur, einschließlich Lenkungsausschuss, Projektmanager, Teammanager, Projektsicherung und Projektunterstützung.“[2]
- IPMA ICB 4.0: „Projektteams sind meist interdisziplinär. Experten aus verschiedenen Bereichen arbeiten zusammen, um komplexe Ergebnisse zu realisieren.“[3]
- PMBOK Guide: „Das Projektteam setzt sich aus Personen mit zugewiesenen Rollen und Verantwortlichkeiten zusammen, die zusammenarbeiten, um ein gemeinsames Projektziel zu erreichen.“ „Bei großen Projekten übernimmt in der Regel ein Projektmanagementteam den Großteil der Planung, und der Rest des Projektteams wird dazugeholt, wenn die anfängliche Planung vollständig ist.“[4]

Die DIN ISO 21500:2013 unterscheidet zwischen Projektteam und Kernteam. Das Kernteam unterstützt den Projektmanager bei der Führung und dem Management von Arbeitspaketen. In Projekten besteht das Kernteam aus den Personen, die ständig am Projekt arbeiten und an Sitzungen mit der Projektleitung teilnehmen. Die Mitglieder des Kernteams begleiten das Projekt über die Projektlaufzeit. Das Kernteam ist an der Projektdurchführung als auch an Entscheidungen der Projektleitung beteiligt.  Bei größeren Projekten haben die Kernteammitglieder oft die Funktion der Teilprojektleitung.